# Неф, Адольфо
Адо́льфо Неф Сануэ́са (исп. Adolfo Nef Sanhueza; род. 18 января 1946, Лота) — чилийский футболист, вратарь. Участник Чемпионата мира по футболу 1974, где был резервным вратарём сборной Чили. Рекордсмен по количеству матчей, проведённых в чемпионате Чили (625 матчей). Один из немногих футболистов, которые выступали за 3 главных клуба Чили — «Коло-Коло», «Универсидад де Чили» и «Универсидад Католика».

## Карьера

### Клубная
В 1965 году Адольфо Неф перешёл в «Универсидад де Чили», попав в команду, которую называли «Синий балет» (исп. Ballet Azul). В составе «Универсидад де Чили» Неф стал 3-кратным чемпионом Чили. Отыграв 8 сезонов за «Универсидад де Чили» Неф перешёл в состав принципиальных соперников — «Коло-Коло». В составе «индейцев» Неф отыграл 8 сезонов, за которые провёл 243 матча в чемпионате Чили, стал чемпионом и обладателем Кубка Чили, а также дошёл до финала кубка Либертадорес 1973.

### В сборной
В сборной Чили Адольфо Неф дебютировал 28 мая 1969 года в товарищеском матче со сборной Аргентины, завершившимся со счётом 1:1. В составе сборной Неф принял участие в чемпионате мира 1974 года и Кубке Америки 1975 года. Своё последнее выступление за сборную Неф провёл в товарищеском матче со сборной Шотландии 15 июня 1977 года, тот матч завершился поражением чилийцев 2:4. Всего же за сборную Неф сыграл 41 официальный матч, в которых пропустил 58 голов.
| №  | Дата            | Соперник  | Счёт | Голы | Турнир                       |
| 1  | 28 мая 1969     | Аргентина | 1:1  | 1    | Товарищеский матч            |
| 2  | 5 июня 1969     | Колумбия  | 3:3  | 3    | Товарищеский матч            |
| 3  | 8 июня 1969     | Парагвай  | 1:0  | -    | Товарищеский матч            |
| 4  | 11 июня 1969    | Аргентина | 1:2  | 2    | Товарищеский матч            |
| 5  | 25 июня 1969    | ГДР       | 1:2  | 2    | Товарищеский матч            |
| 6  | 6 июля 1969     | Парагвай  | 0:0  | -    | Товарищеский матч            |
| 7  | 13 июля 1969    | Уругвай   | 0:0  | -    | Отборочный матч к ЧМ 1970    |
| 8  | 27 июля 1969    | Эквадор   | 4:0  | -    | Отборочный матч к ЧМ 1970    |
| 9  | 3 августа 1969  | Эквадор   | 1:1  | 1    | Отборочный матч к ЧМ 1970    |
| 10 | 10 августа 1969 | Уругвай   | 0:2  | 2    | Отборочный матч к ЧМ 1970    |
| 11 | 4 августа 1971  | Аргентина | 0:1  | 1    | Товарищеский матч            |
| 12 | 11 августа 1971 | Перу      | 0:1  | 1    | Товарищеский матч            |
| 13 | 15 августа 1971 | Боливия   | 4:3  | 3    | Товарищеский матч            |
| 14 | 18 августа 1971 | Перу      | 1:0  | -    | Товарищеский матч            |
| 15 | 27 октября 1971 | Уругвай   | 0:3  | 3    | Кубок Хуана Пинто Дурана     |
| 16 | 3 ноября 1971   | Уругвай   | 5:0  | -    | Кубок Хуана Пинто Дурана     |
| 17 | 26 января 1972  | Мексика   | 0:2  | 2    | Товарищеский матч            |
| 18 | 9 февраля 1972  | Гаити     | 0:1  | 1    | Товарищеский матч            |
| 19 | 31 мая 1972     | Аргентина | 3:4  | 4    | Кубок Карлоса Диттборна      |
| 20 | 21 июня 1972    | Ирландия  | 2:1  | 1    | Кубок независимости Бразилии |
| 21 | 25 июня 1972    | Иран      | 2:1  | 1    | Кубок независимости Бразилии |
| 22 | 16 августа 1972 | Мексика   | 0:2  | 2    | Товарищеский матч            |
| 23 | 24 апреля 1973  | Эквадор   | 1:1  | 1    | Товарищеский матч            |
| 24 | 29 апреля 1973  | Перу      | 0:2  | 2    | Отборочный матч к ЧМ 1974    |
| 25 | 13 мая 1973     | Перу      | 2:0  | -    | Отборочный матч к ЧМ 1974    |
| 26 | 13 июля 1973    | Аргентина | 4:5  | 5    | Кубок Карлоса Диттборна      |
| 27 | 6 ноября 1974   | Аргентина | 0:2  | 2    | Кубок Карлоса Диттборна      |
| 28 | 20 ноября 1974  | Аргентина | 1:1  | 1    | Кубок Карлоса Диттборна      |
| 29 | 22 декабря 1974 | Парагвай  | 0:1  | 1    | Кубок Акоста-Нью             |
| 30 | 4 июня 1975     | Уругвай   | 0:1  | 1    | Кубок Хуана Пинто Дурана     |
| 31 | 25 июня 1975    | Уругвай   | 1:3  | 3    | Кубок Хуана Пинто Дурана     |
| 32 | 13 августа 1975 | Боливия   | 4:0  | -    | Кубок Америки 1975           |
| 33 | 20 августа 1975 | Перу      | 1:3  | 3    | Кубок Америки 1975           |
| 34 | 6 октября 1976  | Уругвай   | 0:0  | -    | Кубок Хуана Пинто Дурана     |
| 35 | 13 октября 1976 | Аргентина | 0:2  | 2    | Товарищеский матч            |
| 36 | 26 января 1977  | Парагвай  | 4:0  | -    | Товарищеский матч            |
| 37 | 2 февраля 1977  | Парагвай  | 0:2  | 2    | Товарищеский матч            |
| 38 | 27 февраля 1977 | Эквадор   | 1:0  | -    | Отборочный матч к ЧМ 1978    |
| 39 | 6 марта 1977    | Перу      | 1:1  | 1    | Отборочный матч к ЧМ 1978    |
| 40 | 20 марта 1977   | Эквадор   | 3:0  | -    | Отборочный матч к ЧМ 1978    |
| 41 | 15 июня 1977    | Шотландия | 2:4  | 4    | Товарищеский матч            |

Итого: 41 матч / 58 пропущенных голов; 12 побед, 9 ничьих, 20 поражений.

## Достижения

### Командные
Сборная Чили
- Обладатель Кубка Хуана Пинто Дурана: 1971
- Обладатель Кубка Карлоса Диттборна: 1973

 «Универсидад де Чили»
- Чемпион Чили (3): 1965, 1967, 1969
- Серебряный призёр чемпионата Чили: 1971
- Бронзовый призёр чемпионата Чили (3): 1968, 1970, 1972

 «Коло-Коло»
- Чемпион Чили: 1979
- Серебряный призёр чемпионата Чили: 1973
- Бронзовый призёр чемпионата Чили (2): 1974, 1980
- Обладатель Кубка Чили: 1974
- Финалист Кубка Чили (2): 1979, 1980
- Финалист Кубка Либертадорес: 1973

### Личные
- Рекордсмен по количеству матчей, проведённых в чемпионате Чили: 625